# 哥倫比亞鎮區 (堪薩斯州埃爾斯沃思縣)
哥倫比亞鎮區（英語：Columbia Township）為美國堪薩斯州埃爾斯沃思縣轄下的鎮區。2010年美国人口普查中此鎮區人口有49人。

## 地理
哥倫比亞鎮區涵蓋總面積為94.0平方（36.29平方英里），其中陸地面積為93.9平方（36.27平方英里），水域面積為0.052平方（0.02平方英里）或0.06%。海拔高度510（1,670英尺）。

## 人口統計
根據2010年美國人口普查，哥倫比亞鎮區人口有49人，其中男性有23人，女性有26人，人口密度為每平方公里0.52人，住房計34戶。鎮區內的白人有48人，非裔美國人有0人，美洲原住民有0人，亞裔美國人有0人，太平洋島裔美國人有0人，其他種族有0人，混血種族則有1人。此外鎮區內有1人為西班牙裔或拉丁裔美國人。此鎮區之年齡中位數為50.5歲，而男性年齡中位數為56.5歲，女性年齡中位數為43.0歲。

## 交通

### 主要公路
- 70號州際公路
- 40號美國國道